# 直信流
直信流（じきしんりゅう）とは、寺田勘右衛門満英が開いた柔道（柔術）の流派。日本伝講道館柔道が成立する約170年前から「柔道」の名称を用いていた流派である。一名「直信流柔道」。

## 歴史
直信流柔道は、出雲藩士の寺田勘右衛門満英によって創始された流派である。
寺田満英は父から貞心流和術を伝授され、叔父の頼重から良移心当流（福野流）を学ぶ。刀・槍・弓馬も学び、仙人からは長生の方を伝授されたという。その後、禅を沢庵禅師に、儒を林道春に学び、直心流柔術を創始した。
1721年（享保6年）の『直心流柔術応変』に直心流柔術とあり、三代井上九郎右衛門正永の代までは直心流の名称が用いられ、1724年（享保9年）第四代の井上治部太夫正順によって直信流の名称が用いられるようになった。のちに「直心流の道法が乱れたのを改め補完して再編成し、誰にでも自然に備わっている寛柔温和の徳性に従った処世法をすることを柔道と言う」と謳って、直信流柔道に改名された。
現在は、松下敬と門弟が2008年に直信流柔道研究会を設立し、島根県立武道館で稽古している。

## 系譜
- 貞心流の祖　寺田平左衛門定安
  - 流祖 　　： 寺田勘右衛門満英 - 定安の妾子、延宝2年(1674年)8月17日没、57歳
  - 二代目　 ： 寺田平右衛門定次 - 定安の嫡男
  - 三代目　 ： 井上九郎右衛門正永 - 宝永3(1706年)3月　藩柔術師役、享保9年(1724年)3月師役免
  - 四代目 　： 井上治部大夫正順 - 正永嫡男　安永9年(1780年)3月20日没　86歳
  - 五代目　 ： 井上九郎右衛門兌克 - 正順養子　安永8年(1779年)4月家督相続、寛政10(1798年)2月17日没
  - 六代目 　： 雨森次右衛門行清 - 天保8年(1837年)3月3日没、95歳　
  - 七代目　 ： 加藤気堂正昌 - 文化4年(1807年)2月22日没
  - 八代目 　： 石原佐伝次中和 - 文化5年(1808年)9月14日没
  - 九代目　 ： 梶原純太夫一成 - 麗村の孫　弘化4年(1847年)12月3日没、62歳
  - 十代目　 ： 石原佐伝次中従 - 文化2年(1862年)9月18日没、54歳
  - 十一代目 ： 堤六太夫重正 - 万延元(1860年)流祖碑建立、慶応3年(1867年)5月27日、隠居
  - 十二代目 ： 井上治部太夫正敬 - 明治25年(1892年)5月没　
  - 十三代目 ： 松下善之丞栄道 - 大正11年(1922年)5月　日本武徳会範士、大正11年10月7日没、71歳
    - 松下弘　昭和45年(1970年)10月25日没、73歳
      - 松下敬

    - 大賀美隆利

## 技法
直信流柔道の技法は、相手を一撃で倒す技の威力、相手と離れて間合いを取って施す早技、当身技、投げ技および当身技による先制、裏太刀による精神鍛練などである。特に、甲冑を着た状態で急所を蹴込んで当身を入れ、敵を組み伏せて首級を挙げる技法は独特のものである。当身技と投げ技が主流を占めるのは、福野七郎右衛門正勝が陳元賢から伝授された中国拳法の影響であり、裏太刀による精神鍛練の重視は沢庵禅師や陳元賛の影響を受けたものとされる。
さらに昭和時代以降は乱取り稽古中心の講道館柔道の影響を受けた。